# Diplodia rudis
Diplodia rudis är en svampart som beskrevs av Desm. & J. Kickx f. 1849. Diplodia rudis ingår i släktet Diplodia och familjen Botryosphaeriaceae.   Inga underarter finns listade i Catalogue of Life.